# Grijskeelnicator
De grijskeelnicator (Nicator chloris) is een zangvogel uit de familie Nicatoridae.

## Verspreiding en leefgebied
Deze soort komt voor van Senegal tot Oeganda, westelijk Tanzania, Zambia en noordelijk Angola.

## Status
De grootte van de populatie is niet gekwantificeerd maar de soort wordt omschreven als algemeen. Op de Rode lijst van de IUCN heeft deze soort de status niet bedreigd.